# Jakub z Bevagna
Jakub z Bevagna (ur. 1220 w Bevagna; zm. 22 sierpnia 1301, tamże) – błogosławiony Kościoła katolickiego, włoski dominikanin.

## Życiorys
W wieku 16 lat wstąpił do zakonu dominikanów we Spoleto. Po pewnym czasie powrócił do Bevagna, w celu założenia nowego klasztoru. Jak głosi przekaz, w czasie gdy Jakub poddawał się zwiątpieniu, podczas modlitwy przed krucyfiksem spłynęła z niego krew i miał usłyszeć głos Jezusa mówiący: Ta Krew jest znakiem twojego zbawienia. Zmarł w Bevagna 22 sierpnia 1301 r.
Jego kult zatwierdził Klemens X 18 maja 1672 r.